# مركز رعاية نهارية للبالغين

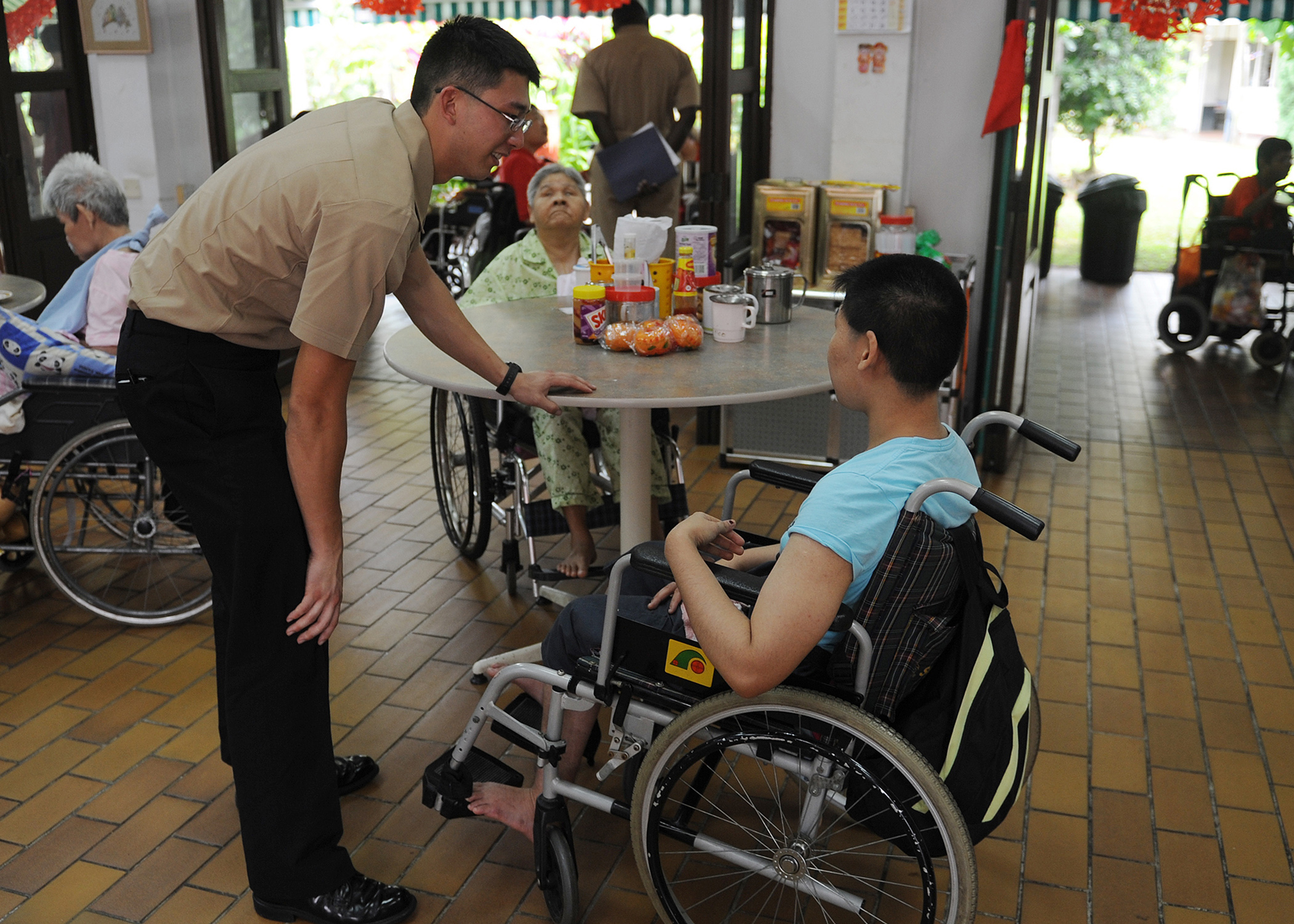

مركز الرعاية النهارية للبالغين هو منشأة غير سكنية تدعم الاحتياجات الصحية  والتغذوية والاجتماعية واليومية للبالغين في مكان به مجموعة من الموظفين المحترفين. توفر هذه المرافق للبالغين رعاية انتقالية وتأهيل قصيرالأجل بعد الخروج من المستشفى. وتوفر غالبية المراكز وجبات الطعام، والأنشطة الهادفة، والإشراف العام. وكثيرا ما تكون الرعاية المقدمة نموذجا اجتماعيا (يركز على خدمات التنشئة الاجتماعية والوقاية) أو نموذجا طبيا (يشمل مهارة التشخيص والعلاج، وإعادة التأهيل) المقدمة من أجل تحسين صحة المشاركين وتوجيه تقدمهم في الاتجاه الصحيح

## الرؤية والاهداف
تركز مراكز الرعاية النهارية للبالغين في المقام الأول على توفير الرعاية للأشخاص الذين يعانون من حالة مزمنة محددة، بما في ذلك: مرض ألزهايمر؛ وبالإضافة إلى ذلك، قد تكون هذه الخدمات متاحة لأي شخص بالغ من ذوي الإعاقة وكذلك بالغين السن من السكان. تحتفظ مراكز عديدة بممرضة في الموقع وتخصص غرفة للمشاركين الذين يحتاجون إلى فحص علاماتهم الحيوية وتقييمها بانتظام؛ أو يحتاجون إلى خدمات صحية أخرى ممرضة أثناء زيارتهم. ويمكن أن توفر المرافق أيضا وسائل النقل والعناية الشخصية التي تقدم من قبل مجموعة مساندة ذلك مجموعات الدعم لمقدمي الرعاية.
 وجود أحد مراكز الرعاية النهارية  للأشخاص البالغين يمنع إعادة دخولهم للمستشفى مرة أخرى وقد يؤخر دخولهم إلى الرعاية طويلة الأجل (دار المسنين). أما بالنسبة للمشاركين الذين كانوا سيبقون في منازلهم بمفردهم، فإن التحفيز الاجتماعي والأنشطة الترفيهية قد عرفت بتحسين أو الحفاظ على الوظائف الجسمية والإدراكية. كلما كان المرض أكثر حدة كلما زاد العبء على مقدم الرعاية. لذلك، 19.1% من مقدمي الرعاية مع العملاء يمكنهم الاستفادة من هذه الخدمات.  مراكز الرعاية النهارية للبالغين قد تكون قادرة على توفير الرعاية المؤقتة، مما يمكن مقدمي الرعاية من العمل أو الحصول على استراحة من مسؤولياتهم في تقديم الرعاية
هذه المرافق مفيدة للكثيرين، الأنشطة تحفز التفاعل مع الآخرين الذين كان معروفا لتحسين صحة المشارك والرفاه العاطفي. يتم رصد جميع مراكز الرعاية النهارية للبالغين المعتمدة وتوفير الموظفين لحماية المشاركين، فضلا عن كونها يد العون للأشخاص الجدد الذين لديهم صعوبة في التواصل مع الآخرين أو  الذين لا يشعرون بالراحة في بيئات معينة. ويهدف هذا البرنامج إلى بناء الثقة والقدرة على الحفاظ على نمط حياة مستقل جنبا إلى جنب مع تحسين الصحة البدنية والعقلية.
جانب هام آخر من مركز الرعاية النهارية للبالغين تشمل المعلومات حول خطط النظام الغذاء الصحي وأنظمة التمارين الرياضية التي هي مناسبة لبعض الناس. ويمكن لهذه المراكز أن تساعد على تحسين الصحة حيث أن بعض الناس يفقدون القدرة على مواكبة أنماط حياة مستقرة جيدة والاحتفاظ بها. خصوصا بعد أن يأتي المشاركون من أقسام التأهيل أو الخرف، الذين قد ينسون ما لديهم. هذه المراكز تقدم المشاركين إلى أنشطة جديدة وقد تحفز أو تثير مصلحة جديدة أوهواية التي من الممكن أن قد ترغب في متابعتها واكتشافها أكثر.

## مراكز الرعاية النهارية للبالغين في العالم
وقد نمت مراكز الرعاية النهارية للبالغين على مدى العقود القليلة الماضية لأن الخدمات الصحية متاحه وتتجاوز حاليا تلك الموجودة في أي وقت آخر، في كل من الخدمة والرعاية المطلوبة. كما أصبحت مراكز الرعاية النهارية للبالغين أكثر طلبا، فإن المزيد من المواقع تشارك في المقام الأول في الولايات المتحدة، حيث تشارك أكثر من خمسين مدينة في هذا البرنامج إلى حد ما. ويرجع ذلك إلى حد كبير إلى الاختلاف في الاسم في مختلف البلدان. ولذلك، تحت اسم «الرعاية النهارية للبالغين» تحديدا، تحتفظ الولايات المتحدة بأغلبية البحوث بسبب بلدان أخرى تدعى هذه المرافق بأسماء مختلفة عديدة، على سبيل المثال: أستراليا وبعض الدول الأوروبية تستخدم مصطلح «راحة» أو «مجتمع الرعاية» الأكثر شيوعا و أن الأخرين من الممكن أن يستخدموا مصطلحات مثل التوعية المجتمعية، دار التمريض أو مجموعات الدعم.
الهدف الرئيسي من مركز الرعاية النهارية للبالغين، هو توفير الرعاية الجيدة وإثراء التفاعل مع المشاركين الآخرين في المركز. وهذا من شأنه أن يعزز مهارات المشاركين ومستويات المعرفة عند إشراكهم في برامج نشيطة ممتعة التي تناسبهم وتناسب قدراتهم. تشمل  المراكز اليومية لرعاية المسنين أيضا بعض الأنشطة مثل: الفنون والحرف اليدوية، والموسيقى، والألعاب (البنغو، سكرابل)، وأنظمة التمارين الرياضية (اليوغا، بيلاتس)، ومناقشة الفائدة  عن طريق (الكتب والأفلام)، والتنشئة الاجتماعية العامة والمحادثات التي تهدف إلى تكوين علاقات صداقة ودية.

### أستراليا
مراكز الرعاية النهارية للبالغين في أستراليا، تهدف إلى تعزيز الاستقلال والتفكير الحر للأشخاص ذوي الإعاقة، وبالغين السن أو الأشخاص ذوي الخلفيات اللغوية المتنوعة. والغرض من ذلك هو دمجمهم مرة أخرى في البيئات الاجتماعية العادية، والتي يتم ملاحظتها من قبل الموظفين لكي يتمكنوا من عيش تجربة جديدة من خلال توفير منتدى لكسب الأصدقاء والمهارات الجديدة.
هناك العديد من المرافق في أستراليا التي توفر هذا البرنامج، ولكن أستراليا تعبر عن هذه المراكز ب مصطلح «الراحة» أو «الرعاية المجتمعية» وهي الأكثر شيوعا. ويوجد في غرب أستراليا وحدها 23 مرفقا متفرعا من جوندالوب إلى ماندورا، منها 13 منشأة متوفره للمسنين، وتركز على الأشخاص الذين يعانون من داء هنتنغتون، وتخصص المرافق الثمانية المتبقية للأشخاص الأصغر سنا ذوي الإعاقة وإعادة تأهيل المرضى. في أستراليا، تكلفة يوم واحد في مركز الرعاية النهارية للبالغين، ثابت حاليا بين 25 $ إلى 70 $ (دولار أسترالي) اعتمادا على احتياجات ومتطلبات الشخص. وبالإضافة إلى ذلك هناك مرافق التي تفرض على المشاركين غير المقيمين في المركز سعر الساعة الذين قد يأتوا للمشاركة في الأنشطة أو التفاعل الاجتماعي، وتتراوح هذه الأسعار عموما من 5  إلى 15 (دولار أسترالي)

### الولايات المتحدة الأمريكية
في عام 2013، كان هناك أكثر من 5000 مركز يومي للبالغين يعمل في الولايات المتحدة، حيث تقدم الرعاية لأكثر من 260,000  للأشخاص المسنين فيأميركا كل يوم. وكانت 72%من المراكز تعمل كمنظمات غير ربحية، و 16% كانت تابعة للـ القطاع العام. قد تكون الرسوم اليومية أقل من الزيارة  الصحية المنزلية ونصف تكلفة منشأة  الرعاية في دار التمريض، ولكنها تختلف باختلاف الخدمات المقدمة. ويأتي التمويل من رسوم المشاركين والتأمين والمصادر العامة والخيرية.
وفقا لدراسة ميتليف الوطنية لعام 2010 للخدمات اليومية للبالغين، مراكز الرعاية النهارية في الولايات المتحدة لديها عامل رعاية مباشر لكل ستة مشاركين. حوالي 80٪ من المراكز النهارية للبالغين لديها ممرضة على الموظفين، وحوالي 50% لديهم موظف خدمة إجتماعية على الموظفين، وحوالي 60% تقدم خدمات معالجة الحالات.
تقترح الأبحاث وجود مراكز بزيادة عدد الموظفين بحيث يكون لكل مريض  مقدم رعاية وبذلك يتم توفير المزيد من الرعاية الفردية التي تركز على الإنسان.

## الخاتمة
مركز الرعاية اليومية للبالغين هو مرفق أصبح في حاجة إلى مزيد من الطلب، كما أن هناك المزيد والمزيد من الأشخاص الذين يحتاجون إلى المساعدة والتوجيه لدخول العالم الحقيقي مرة أخرى بعد الإصابة أو المرض أو الإدمان أو ببساطة بسبب الشيخوخة. مع وجود هذه البرامج، فإن الناس لديهم فرصة أفضل بكثير لتحقيق أهدافهم والعودة إلى حياتهم السابقة.

## وصلات إضافية
- رعاية المسنين
- مساكن رعاية دائمة
- الرعاية قصيرة الأمد

1. ↑  مصطلحات إدارة المستشفيات (بالعربية والإنجليزية). الإسكندرية: منظمة الصحة العالمية. 1990. ص. 1. ISBN:978-92-9021-114-3. OCLC:4769937767. QID:Q112634854.
2. ↑  Boehlke، Julie. "Definition of Caring for Elderly". LIVESTRONG.COM. مؤرشف من الأصل في 2016-03-04. اطلع عليه بتاريخ 2016-05-16.
3. ↑  "Adult Day Care Services: Finding the Best Center for Your Needs". www.helpguide.org. مؤرشف من الأصل في 2017-01-02. اطلع عليه بتاريخ 2016-05-16.
4. ↑  "About Brightwater". www.brightwatergroup.com. مؤرشف من الأصل في 2016-06-24. اطلع عليه بتاريخ 2016-05-16.
5. ↑  "Adult Day Care Directory with Reviews and Ratings". www.caring.com. مؤرشف من الأصل في 2018-04-28. اطلع عليه بتاريخ 2016-05-16.
6. ↑  "Adult Day Services". www.metlife.com. مؤرشف من الأصل في 2017-02-08. اطلع عليه بتاريخ 2016-05-16.